# Doorgeefprijs
Een doorgeefprijs is een prijs die de ontvanger mag doorgeven aan een ander persoon. Er worden over het algemeen wel eisen gesteld, waaraan de ontvangers moeten voldoen. Soms worden doorgeefprijzen door de laatste ontvanger op een zelf gekozen moment doorgegeven, in andere gevallen wordt de doorgeefprijs op vastgestelde momenten doorgegeven. 
Dit soort prijzen zijn vooral gebruikelijk in de theaterwereld: 
- De Courbois-parel (voor actrices)
- Plombina Wisseltrofee (voor vrouwelijke theatermakers)[2]
- Theo Mann Bouwmeesterring (voor acteurs)
- Paul Steenbergenpenning (voor acteurs)
- Albert van Dalsumring (voor acteurs)
- Jiří Kylián Ring (voor dansers)
- Luc Boyer Wisselvoorwerp (voor mimespelers)[3]
- Louis Davidsring (voor kleinkunstenaars)
- Frits van den Haspel Award (voor theatertechnici)[4]
- Magda Janssens Hoedenspeld (voor acteurs en actrices)[5]

Andere voorbeelden van doorgeefprijzen zijn: 
- Goed Bezig! (voor bedrijven)[6]
- Liebster award (voor beginnende bloggers)[7][8]
- De Caluwé Oeuvre Prijs (voor organisatieadviseurs)[9]